# Swietłana Ganina
Swietłana Grigoriewna Ganina, ros. Светлана Григорьевна Ганина (ur. 11 lipca 1978 w Gorkim) – rosyjska tenisistka stołowa, mistrzyni Europy. 
Największy dotychczasowy sukces odniosła podczas mistrzostw Europy w Belgradzie w 2007 roku, zostając mistrzynią Europy w grze podwójnej (z Wiktorią Pawłowicz). Ponadto zdobyła trzy brązowe medale mistrzostw Starego Kontynentu w deblu i wicemistrzostwo drużynowo.
Dwukrotnie występowała w igrzyskach olimpijskich (2004, 2008), nie odnosząc większych sukcesów. 